# Famille de Ganay
Pour les articles homonymes, voir Familles de Ganay.
La famille de Ganay est une famille subsistante de la noblesse française.
Cette famille compte parmi ses membres des hommes politiques, des officiers généraux, des hommes d'Église, des diplomates et des mécènes.

## Histoire
Il existe plusieurs hypothèses quant à l'origine de la famille de Ganay actuellement subsistante :
- Selon P. Anselme[1], cette famille remonte à Guichard (ou Girard) de Ganay, qualifié de chevalier en 1300
- Gustave Chaix d'Est-Ange écrit qu'il a existé une famille de Ganay issue de Jean de Ganay, bourgeois de Charolles, en Bourgogne. Cette famille appartenait à la noblesse de robe de cette province et elle s'est éteinte au XVIIIe siècle. Cette famille portait pour armes : D'argent à une fasce de gueules chargée de trois roses d'or mal ordonnées accostées de deux coquilles du même puis le chancelier de Ganay remplaça une des roses par une aigle de sable. Chaix d'Est-Ange ajoute ceci sur le lien de parenté entre la famille de Ganay, actuellement subsistante, et celle éteinte au XVIIIe siècle : « Tout semble indiquer que, malgré la différence des armoiries, la famille de Ganay actuellement existante est une branche de celle qui s'est éteinte au XVIIIe siècle. Les deux familles se reconnaissaient, du reste, comme parentes. Cependant le point de jonction des deux souches n'a encore pu être exactement déterminé »[2]. Il ajoute également que La Chesnay des Bois, Saint Allais, M. d'Arbaumont et d'autres auteurs proposent un point de jonction entre les deux familles de Ganay entre la fin du XIVe siècle et le début du XVe siècle. À la famille de Ganay, éteinte au XVIIIe siècle, appartenaient Jean de Ganay (c.1455-1512), chancelier de France, premier président du Parlement de Paris, Germain de Ganay ( -1520), frère du précédent, évêque de Cahors, puis d’Orléans, Nicolas de Ganay ( -1554), maire de Bourges en 1532 et conseiller au Grand Conseil[2].
- Régis Valette dans Catalogue de la noblesse française au XXIe siècle écrit que la famille de Ganay a été anoblie par charges à la chambre des comptes de Dijon en 1628[3]
- Henri Jougla de Morenas dans le Grand Armorial de France indique que « plusieurs auteurs sérieux pensent que la filiation prouvée remonterait à Antoine de Ganay, sgr de Bussy, procureur du roi à Autun, qui épouse en 1565 Marie Saumaise, dont Jean de Ganay, sgr de Vellée, avocat à Autun, marié à Jeanne Brunet »[4].

Les titres de noblesse portés par cette famille sont des titres de courtoisie.
Elle est membre de l'Association d'entraide de la noblesse française depuis 1968.

## Filiation
- Nicolas de Ganay († en 1750), seigneur de Visigneux
  - Paul-Louis de Ganay (1723-1803), capitaine au régiment de Lorraine, gouverneur d'Autun
    - Antoine-Charles de Ganay (1769-1849), général, député de Saône-et-Loire (1810-1823)
      - Charles-Alexandre de Ganay (en) (1803-1881), ministre plénipotentiaire, collectionneur
        - Maurice de Ganay (1832-1893), marié à la fille d'Henri des Acres de L'Aigle
          - Marianne-Constance de Ganay (1860-1931), religieuse et écrivain

        - Étienne de Ganay (en) (1833-1903), conseiller général de Saône-et-Loire (Canton de Mesvres, 1870-1871), épouse Emily Ridgway (1838-1921), collectionneuse d'art et mécène dont Madeleine-Charlotte de Ganay qui épouse Thierry d'Alsace de Hénin-Liétard (1853-1934) prince d'Alsace et comte de Liétard, député et sénateur des Vosges, sans postérité.
          - Jean de Ganay (1861-1948), officier de cavalerie, vice-président du Conseil général de Seine-et-Oise (Canton de Milly-la-Forêt 1919-1940), président de la Société d'Encouragement[6] (Prix Ganay), du Golf de Fontainebleau, épouse Berthe de Béhague (1868-1940), salonnière, mécène et paysagiste
            - Hubert de Ganay (1888-1974), collectionneur d'art, membre du Conseil des Musées nationaux, vice-président de la Société des amis du Louvre, président du Golf de Granville et du Golf de Fontainebleau, épouse Rosita Bemberg (1896-1986)
              - Jean-Louis de Ganay (1922-2013), agent du SOE durant la Seconde Guerre mondiale[7], conseiller général de l'Essonne (Canton de Milly-la-Forêt, 1952-1985), maire de Courances, épouse Philippine de Noailles (1925-2022)
                - Valentine de Ganay (1962-), paysagiste et écrivain[8]

              - André de Ganay (1924) éleveur de chevaux de courses, vainqueur du Poule d'Essai des Poulains et du Prix Djebel en 2013 avec Style Vendome (fils d'Anabaa)
              - Michel de Ganay (1926-2013), épouse Victoire de Montesquiou-Fezensac (1934), journaliste, écrivain, fille de Pierre de Montesquiou-Fezensac, député du Gers
                - Pierre de Ganay (1956), sculpteur animalier

              - Paul de Ganay (1929-2009), homme d'affaires et joueur de polo, classé dans la International Best Dressed List

            - Jacques de Ganay (1891-1969), secrétaire général de l'UGF, fondateur de la Coupe Ganay
              - Christian de Ganay (1921-2004)
                - Claude de Ganay (1953), vice-président du Conseil général du Loiret, député du Loiret, maire de Dampierre-en-Burly (1995-2014)
                - Olivier de Ganay

              - Henri de Ganay (1922-1992)
                - Serge de Ganay (1949), président de Quilvest Wealth Management et de Quilvest Banque Privée[9], directeur de Quinsa, membre du comité consultatif international de Sotheby's
                - Isabelle de Ganay (1960), artiste peintre chez Wally Findlay Galeries International
                - Norbert de Ganay (1953), sculpteur

            - Bernard de Ganay (1893-1940), épouse Magdeleine Goüin (1901-1949), philanthrope, vice-présidente de l'Automobile-Club Féminin de France, vainqueur du Rallye Paris - Saint-Raphaël Féminin en 1930
              - Philippe de Ganay (1920-1963), épouse Marie-Hélène Blanchy (1922-2004)
                - Christine de Ganay (1944), épouse 1° Pál Sárközy de Nagy-Bocsa (1928-2023) (d'où Olivier Sarközy) puis 2° Frank G. Wisner (1938)
                - Thierry de Ganay (1946-2015 ), producteur de cinéma

            - François de Ganay (1904-1984), éleveur de chevaux de courses, vainqueur du Prix du Jockey Club avec Rapace en 1955 et le Grand Steeple avec Boum, donna son nom au Prix François de Ganay

          - Gérard de Ganay (1869-1925), épouse Zélie Schneider (1872-1969)
            - Henriette de Ganay (1898-1983), épouse Jean Lebaudy (1894-1969), industriel du sucre
            - Étienne de Ganay (1899-1990), président du Yacht Club de France, membre de l'expédition de La Korrigane (1934-1936) avec son épouse Monique Schneider (1908-1995)
            - Solange de Ganay (1902-2003), ethnologue, épouse Charles Le Tonnelier de Breteuil (1905-1960)
            - Régine de Ganay (1909-2014), écrivaine, membre de l'expédition de La Korrigane (1934-1936), épouse Charles Van den Broek d'Obrenan (1909-1956)

        - Jacques de Ganay (1843-1899), général de division, attaché militaire à Washington, officier d'ordonnance du maréchal de Mac Mahon, commandant de la division d'Oran[10], officier de la Légion d'honneur, châtelain de Visigneux
          - Charles de Ganay (1875-1942), général de division, commandant de la cavalerie d'Algérie[11], commandeur de la Légion d'honneur
            - Élie de Ganay (1918-1994), maire de Lantan[12], épouse Antoinette de Froissard de Broissia (1919-2008)
              - Hubert de Ganay (1946), président de la chambre d'agriculture du Cher[13] maire de Lantan

  - Guillaume Lazare de Ganay (fils de Nicolas de Ganay, † en 1750, cité plus haut)
    - Anne Philippe de Ganay (1757-1807)
      - Albert de Ganay (1798-1854)
        - François de Ganay (1830-1908), inspecteur général des Haras, épouse la princesse Zoé Ghika (1844-1924), sans postérité
        - Octave de Gamay (1838-1898)
          - Albert de Ganay (1874-1950), épouse Marie de Marenches (1884-1945), organisatrice d'un réseau d'évasion des camps nazis, dénoncée, torturée par la Gestapo, puis déportée au camp de Ravensbruck où elle décède le 8 janvier 1945[14][15]
          - Ernest de Ganay (1880-1963), historien des jardins et des châteaux, auteur[16]

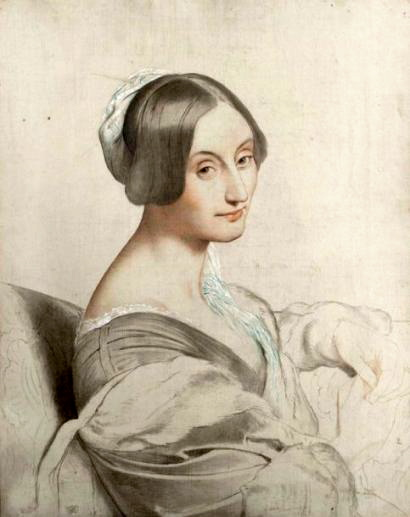
Elisa de Pourtalès (1810-1877), marquise Charles-Alexandre de Ganay.
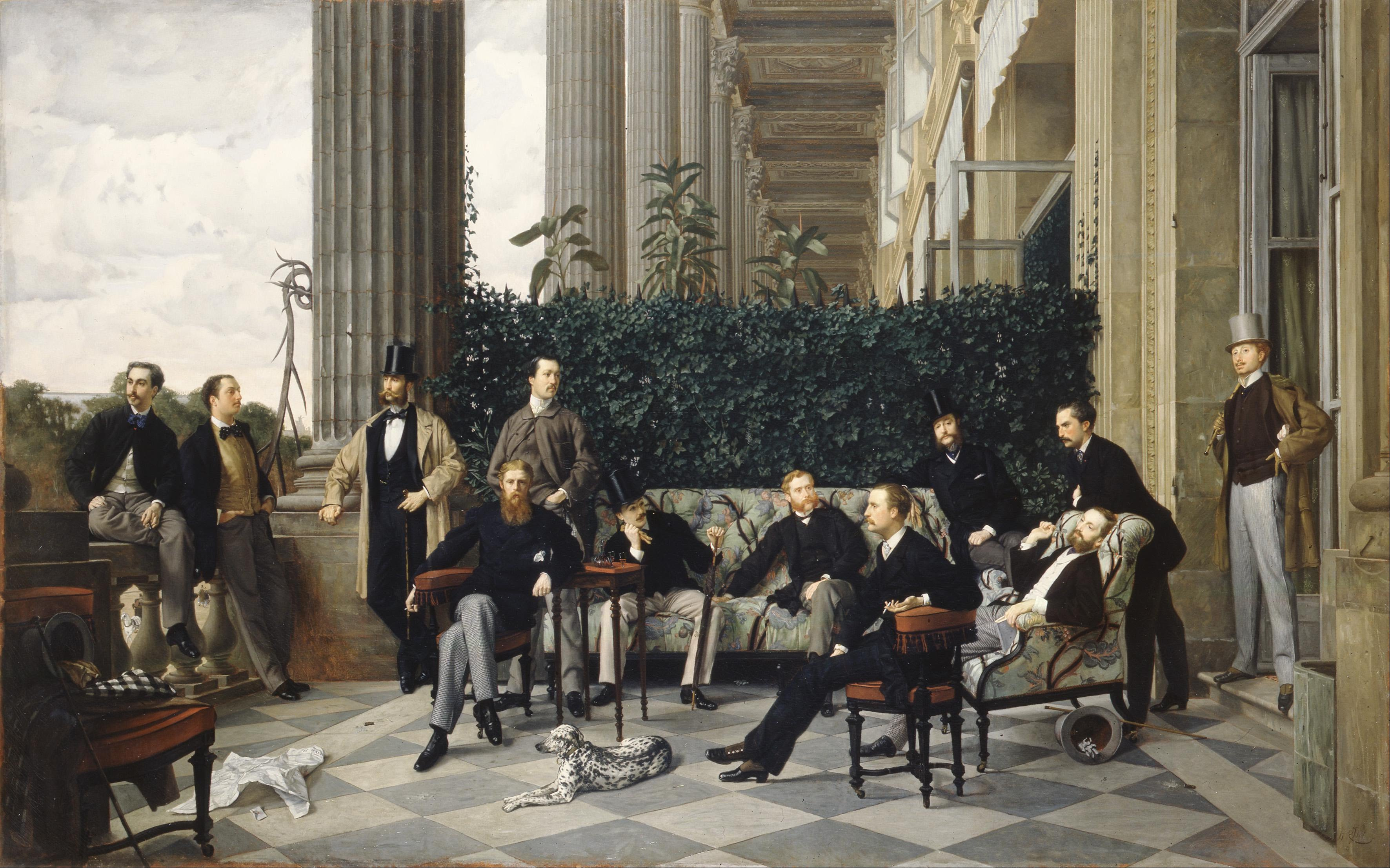
Le Cercle de la rue Royale : le marquis Charles-Alexandre de Ganay (1803-1881) et son fils le comte Étienne de Ganay (1833-1903) y sont représentés.
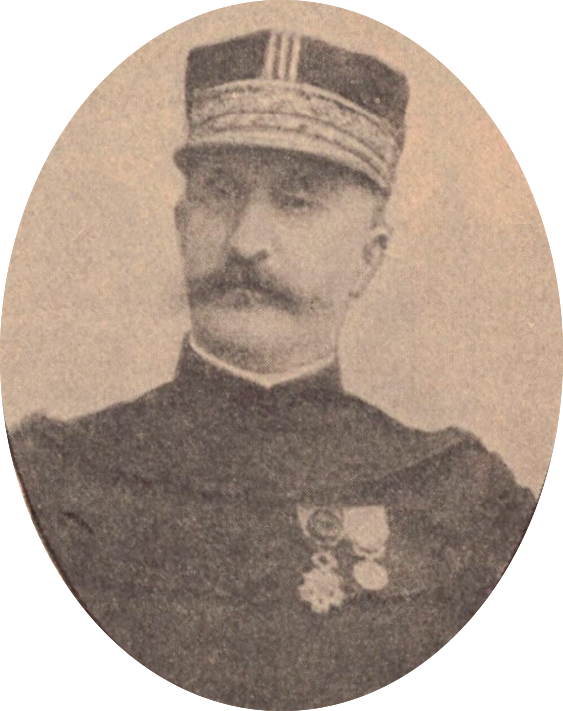
Jacques de Ganay (1843-1899), Général de division.
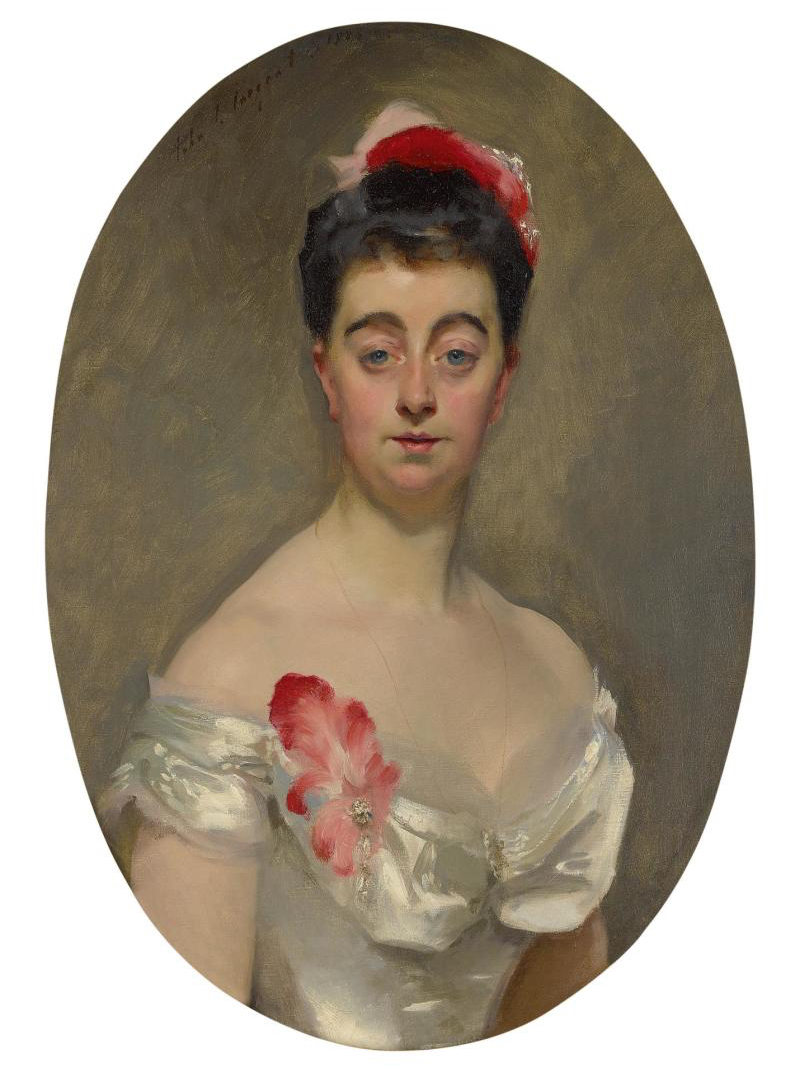
Renée de Maillé de La Tour-Landry (1851-1933), comtesse Jacques de Ganay.
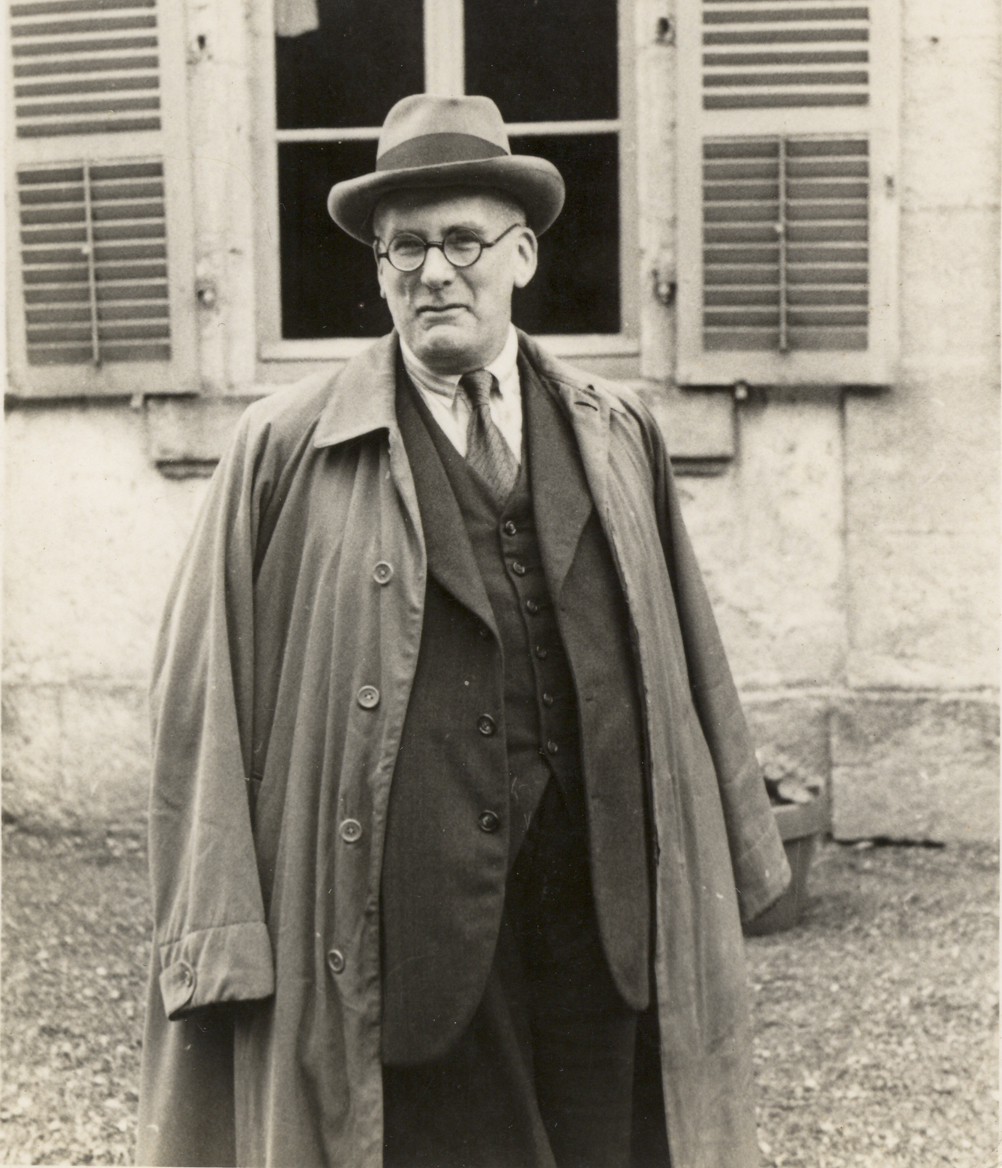
Ernest de Ganay (1880–1963) devant sa maison natale, l'ancienne abbaye de Bellevaux, commune de Cirey-lès-Bellevaux.
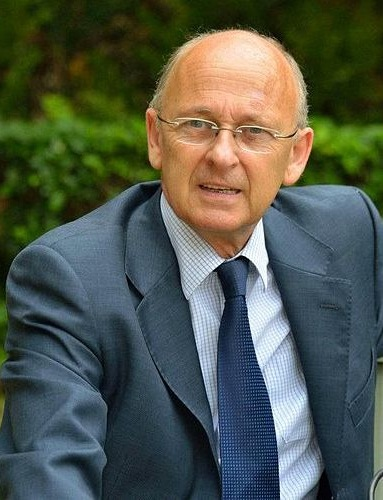
Claude de Ganay (1953) député du Loiret.

## Propriétés et domaines
L'hôtel de Ganay était situé au no 9 avenue George-V, à Paris, contigu à l'hôtel de Rouvre, ou hôtel Lebaudy (no 11, actuelle ambassade de Chine en France). Il abrite depuis 1965 la Maison de l'Agriculture (AFCA).
Les châteaux de Visigneux, Courances, Dampierre-en-Burly, de Fleury-en-Bière et de la Chaume sont des propriétés des Ganay.
La famille de Ganay a possédé les châteaux de la Vaivre, la Vesvre, Croix, Villargeault, Luins, Bellevaux, Fougerette, Trévarez, Lusigny-sur-Ouche, ainsi que l'hôtel Le Marois et l'hôtel du Tillet de la Bussière.

## Alliances
Les Ganay sont alliés aux familles de Montholon, de Thiard, de Damas, de Rougé, de Virieu de Beauvoir, Ghika, Schneider, Zajol, Gravier de Vergennes, de Pourtalès, de Hénin-Liétard (1883), Riquet de Caraman (1909), de Moustier, de Durfort-Civrac de Lorge (1920), van den Broek d'Obrenan (1931), Toscan du Plantier (1937), de Froissard de Broissia (1943), de Noailles (1946), Barbier de Lescoët (1949), de Chérade de Montbron (1952), de Montesquiou-Fezensac (1955), Goüin, Sarközy de Nagy-Bocsa (1966), Le Tonnelier de Breteuil, de Maillé de La Tour-Landry, Le Peletier de Rosanbo, Lebaudy, de Bonneval, Masson-Bachasson de Montalivet, de La Pomélie, de Montrichard, d'Indy, Lavaurs.

## Armoiries
La famille porta successivement d'argent à la fasce de gueules chargée de trois roses d'or 1 et 2, accostée de deux coquilles de même, puis d'or à l'aigle mornée de sable,.

## Postérité
- Prix Ganay, concours hippique baptisé en hommage à Jean de Ganay (1861–1948).
- Coupe Ganay, baptisée en hommage à Jacques de Ganay (1891-1969).
- Rue Broca, à Paris, anciennement rue du Clos-de-Ganay en l'honneur de Jean de Ganay[19].

### Sources
- Georges de Soultrait, Armorial historique et archéologique du Nivernais. Tome 2 , 1879
- François-Alexandre de La Chenaye-Aubert, Jacques Badier, Dictionnaire de la noblesse : contenant les généalogies, l'histoire et la chronologie des familles nobles de France. Tome 8, 1863-1876
- Anselme de Sainte-Marie, Histoire généalogique et chronologique de la maison royale de France, des pairs, grands officiers de la Couronne, de la Maison du Roy et des anciens barons du royaume…. Tome 6, 1726-1733
- Charles Poplimont, La France héraldique, 1874
- Gustave Chaix d'Est-Ange, Dictionnaire des familles françaises anciennes ou notables à la fin du XIXe siècle. XX. Gaa-Gau, 1929 Ganay (de)